# Audaz (P-45)
L'Audaz (P-45) és un patruller d'altura de l'Armada Espanyola i el cinquè de la Classe Meteoro, construït a les drassanes de Navantia a San Fernando, sent el quart vaixell de l'armada amb aquest nom. És un vaixell preparat pel combat amb un canó de tres polzades a la coberta i espai per l'aterratge de tres helicòpters.

## Construcció
El 7 de maig de 2014 l'SEPI va anunciar que s'havia aprovat la construcció de dues noves unitats, una d'elles a construir a les drassanes gaditans de San Fernando / Port Real i l'altre a Ferrol. El primer tall de xapa per a aquests vaixells es va efectuar simultàniament a les drassanes de la badia de Cadis i de la ria de Ferrol el 5 de desembre de 2014. En el Butlletí Oficial de l'Estat del 26 de juny de 2015 es va publicar l'Ordre Ordre DEF / 1564/2015 que fixava els noms d'aquests dos vaixells com Audaz (P-45) i Furor (P-46)
El 29 d'abril de 2016 va ser posat en graderia el primer dels blocs del vaixell. El 30 de març de 2017 va ser botat a la drassana de San Fernando. Va realitzar els seus proves de mar a la badia de Cadis entre el 15 i el 21 de maig de 2018. Es va lliurar a l'Armada Espanyola el 27 de juliol de 2018.
El 20 d'agost del 2019 el govern espanyol va anunciar que el vaixell serviria per a rescatar els migrants de l'Open Arms quan portaven 19 dies a la deriva. El temps previst per fer el viatge fins al vaixell de salvament, proper a Lampedusa, era de tres dies. Fins aquest moment l'Audaz formava part de la missió Atlanta per protegir el trànsit marítim a l'Oceà Índic occidental dels atacs dels pirates.